# Robert Aumann
John Robert Aumann (tên bằng tiếng Hebrew: Yisrael Aumann ישראל אומן) (sinh ngày 8 tháng 6 năm 1930) là một nhà toán học người Israel và một thành viên của Viện hàn lâm Khoa học Quốc gia Hoa Kỳ. Ông là một giáo sư tại trung tâm nghiên cứu về lý tính tại trường Đại học Hebrew Jerusalem ở Israel. Ông còn là giáo sư thỉnh giảng tại Đại học Stony Brook và là một trong những sáng lập viên của Trung tâm nghiên cứu về Lý thuyết trò chơi trong kinh tế học tại Stony Brook.
Aumann nhận được giải Nobel về kinh tế vào năm 2005 do đóng góp vào nghiên cứu về xung đột và hợp tác thông qua phân tích Lý thuyết trò chơi. Cùng nhận giải thưởng đó với ông là Thomas Schelling.

## Giải thưởng
- 1983: Giải thưởng Harvey trong Khoa học và Công nghệ
- 1994: Giải thưởng Israel cho kinh tế học
- 1998: Giải thưởng Erwin Plein Nemmers cho kinh tế học từ trường Đại học Northwestern[1]
- 2002: Giải thưởng Emet cho kinh tế học
- 2005: Giải Nobel kinh tế (chia sẻ 1,3 triệu USD tiền giải thưởng với Thomas Schelling)
- 2006: Giải thưởng Builder của Jerusalem

## Các ấn phẩm

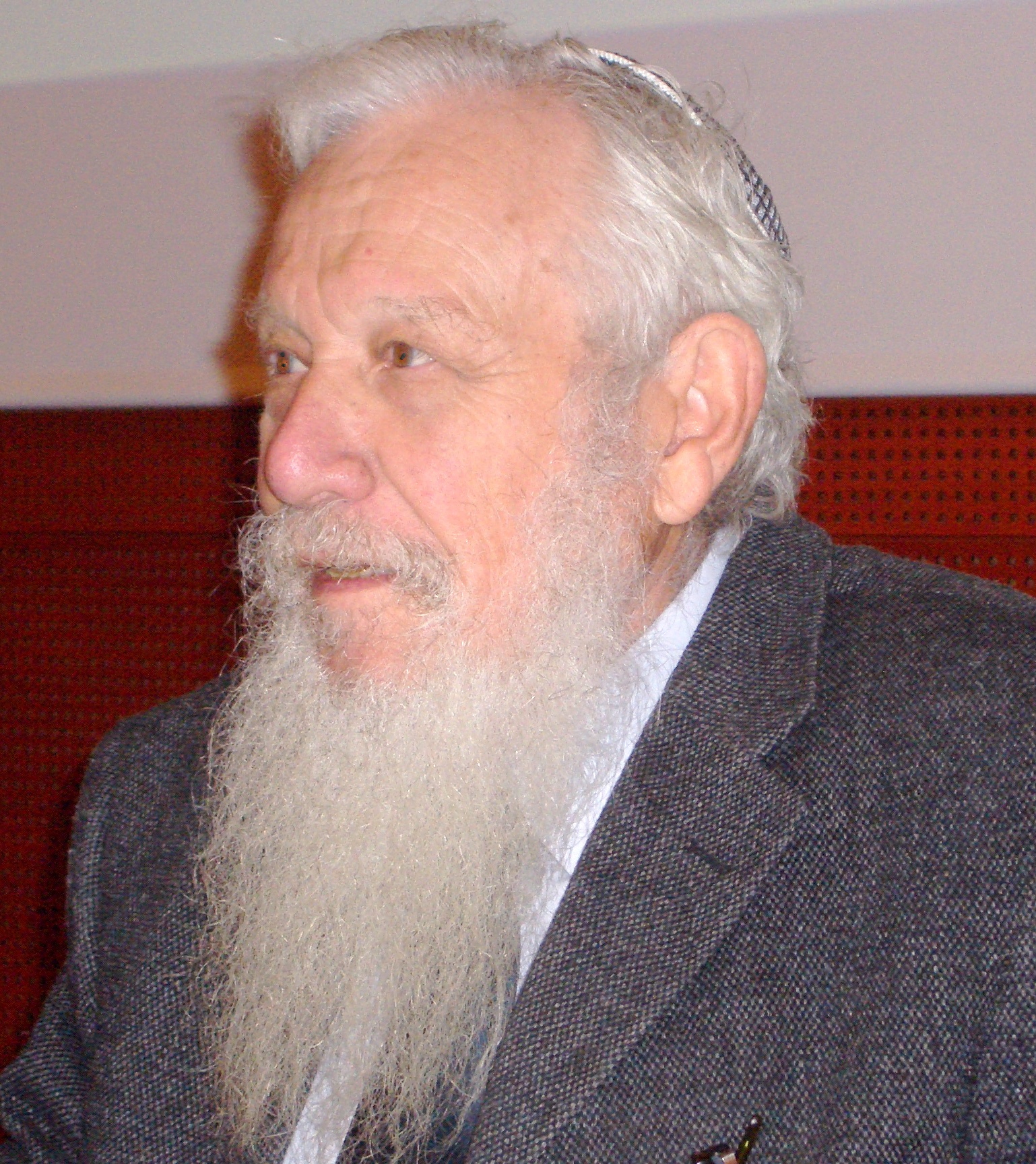

- Values of Non-Atomic Games, Princeton University Press,Princeton, 1974 (với L.S. Shapley).
- Game Theory (in Hebrew), Everyman's University, Tel Aviv, 1981 (với Y. Tauman and S. Zamir), Vols. 1 & 2.
- Lectures on Game Theory, Underground Classics in Economics, Westview Press, Boulder, 1989.
- Handbook of Game Theory with economic applications, Vol 1-3, Elsevier, Amsterdam (chỉnh sửa với S. Hart).
- Repeated Games with Incomplete Information, MIT Press, Cambridge, 1995 (với M. Maschler).
- Collected Papers, Vol 1-2, MIT Press, Cambridge, 2000.
- Asphericity of alternating knots. Ann. of Math. (2) 64 1956 374–392.

## Liên kết
- Đây là trang chủ của ông
- Aumann Nobel Prize lecture
- His CV
- Robert Aumann tại Dự án Phả hệ Toán học
- IDEAS/RePEc
- Thoải mái trả lời phỏng vấn của GS Aumann trong thời gian ngắn trước khi lựa chọn của mình đạt giải Nobel Laureate của Sergiu Hart
- Thông báo giải Nobel
- Xem thêm thông tin về giải Nobel
- Ghi âm của thông báo giải Nobel và phản ứng của GS Aumann cho giải thưởng Lưu trữ ngày 16 tháng 3 năm 2006 tại Wayback Machine
- János Bolyai Prize Lưu trữ ngày 25 tháng 5 năm 2011 tại Wayback Machine
- 2002 EMET Award
- Center for the Study of Rationality Lưu trữ ngày 19 tháng 4 năm 2021 tại Wayback Machine
- Solution to Talmud bankruptcy problem, from the Journal of Economic Theory, 1985
- A report from the first press conference shortly after the announcement (with picture) Lưu trữ ngày 7 tháng 11 năm 2006 tại Wayback Machine (Hebrew)
- Une approche critique des travaux des deux Prix Nobel, bởi Voltaire Network. (tiếng Pháp)
- Nobel laureate seeks 'cure' for war
- Chris McGreal. Calls grow for withdrawal of Nobel prize, Guardian, ngày 10 tháng 10 năm 2005.
- "Madness in the method" bởi Bar-Hillel và Margalit Lưu trữ ngày 29 tháng 7 năm 2010 tại Wayback Machine (giải thích về vai trò của Aumann trong Torah mã controversy).
- Có thể truy cập một bản tóm tắt của Aumann làm việc của mình và suy nghĩ về kinh tế trong Talmud

Bản mẫu:2005 Nobel Prize winners